# Music of the Sun
Music of the Sun es el álbum debut de la cantante barbadense Rihanna, publicado por primera vez el 29 de agosto de 2005 en formato digital, por la compañía discográfica Def Jam Recordings. Entre agosto y octubre del mismo año, se puso a la venta en CD en varios territorios del mundo. Antes de firmar con Def Jam, Rihanna fue descubierta por el productor estadounidense Evan Rogers, quien la ayudó a grabar maquetas que posteriormente serían enviadas a distintas compañías discográficas. Después de que el rapero estadounidense Jay-Z, quien había sido nombrado presidente y director ejecutivo de Def Jam Recordings, respondiese a una de las maquetas de la cantante, firmó un contrato con el sello por seis discos de estudio. Para la grabación del álbum debut, trabajó con Rogers y su socio de producción, Carl Sturken, así como con Stargate, Poke & Tone, Spanador, Vada Nobles, Full Force y D. «Supa Dups» Chin-quee. Asimismo, contó con la participación de J-Status, Vybz Kartel, Kardinal Offishall y Elephant Man como artistas invitados. Music of the Sun es un álbum perteneciente a los géneros R&B, dancehall y urban, aunque presenta influencias de la música del Caribe, el dance pop y el reggae.
En términos generales, Music of the Sun obtuvo reseñas variadas de los críticos musicales, quienes elogiaron la música y la composición dancehall en las canciones, pero criticaron la producción y los arreglos y lo encontraron carente de valor. En el aspecto comercial, ingresó en la décima posición de la lista Billboard 200 y llegó a los treinta primeros puestos en Canadá, Australia y Nueva Zelanda. Obtuvo un disco de oro en Reino Unido y uno de platino en Canadá y Estados Unidos. Para la promoción del disco, se lanzaron dos sencillos comerciales; el primero, «Pon de Replay», ocupó la segunda posición en el conteo Billboard Hot 100 y llegó a los cinco primeros lugares en diez países. Por su parte, «If It's Lovin' That You Want» estuvo entre las diez primeras posiciones en Irlanda, Australia y Nueva Zelanda. En el mundo, el álbum vendió dos millones de copias.

## Antecedentes y desarrollo

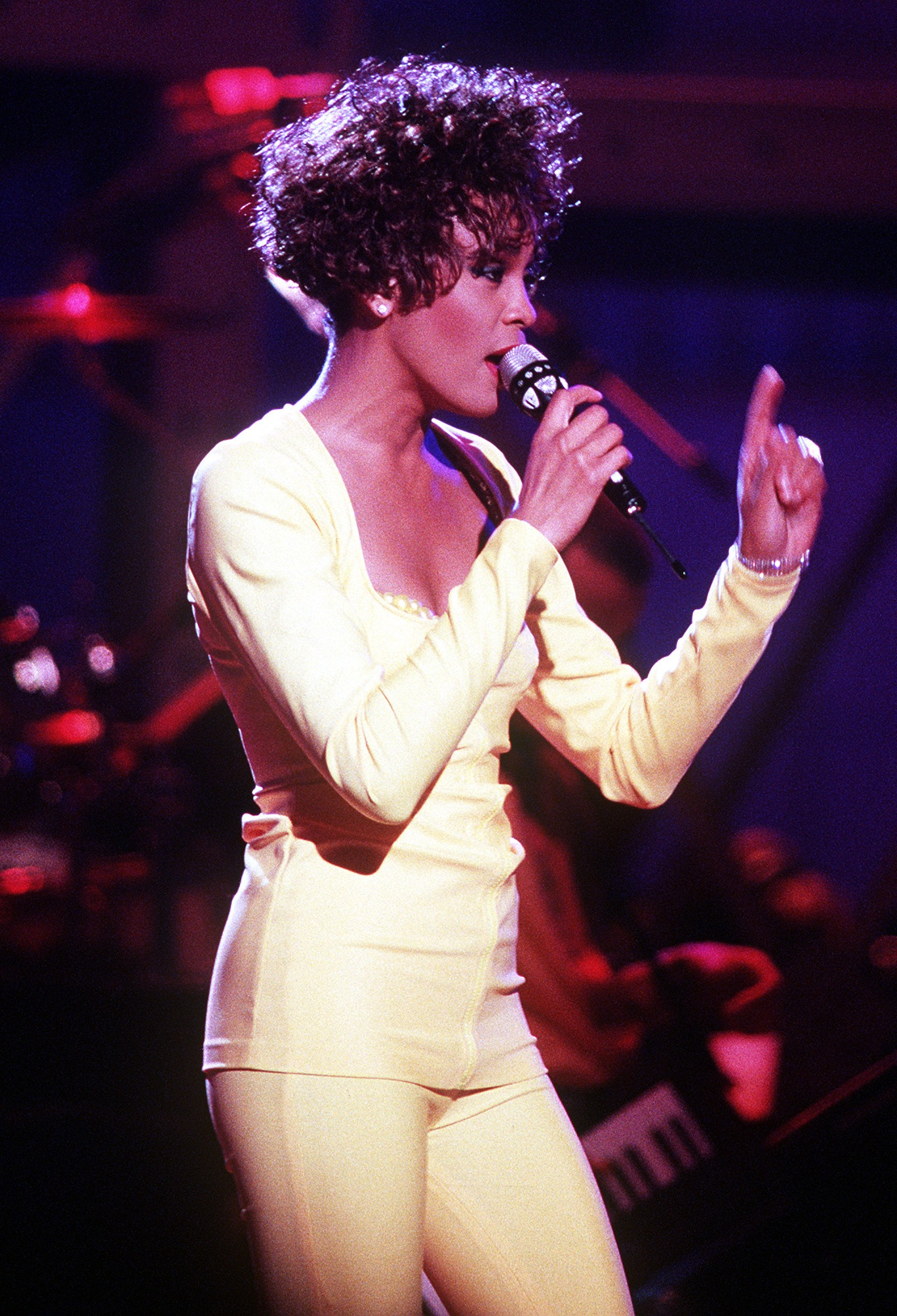
Antes de firmar un contrato con Def Jam, Rihanna interpretó una versión de «For the Love of You», de la cantante Whitney Houston(foto) para el entonces presidente de la compañía, Jay-Z.

Antes de firmar con Def Jam Recordings, Rihanna fue descubierta en su país natal, Barbados, por el productor estadounidense Evan Rogers. Ambos se conocieron en diciembre de 2003 por amigos en común de la cantante y la esposa de Rogers, mientras la pareja se encontraba de vacaciones en Barbados. Después de reunirse por primera vez, Rogers le pidió a Rihanna que fuese a su habitación; allí, realizó versiones de «Emotion» de Destiny's Child y «Hero» de Mariah Carey. Las interpretaciones de Rihanna impresionaron a Rogers, quien la llevó a Nueva York, junto con su madre Monica, para grabar algunas maquetas que posteriormente serían enviadas a distintas compañías discográficas. No obstante, la artista grabó las maquetas al año siguiente en forma intermitente, debido a que solo podía grabar en las vacaciones escolares. A la edad de dieciséis años, firmó con la compañía de Rogers y Carl Sturken, Syndicated Rhythm Productions, y estos le asignaron un abogado y un representante, antes de que los demos fuesen distribuidos a varios sellos discográficos del mundo a finales de 2004. El primero en responder fue el rapero Jay-Z, quien recientemente había sido nombrado presidente y director ejecutivo de Def Jam Recordings. Rihanna audicionó para él y el magnate L.A. Reid en su oficina. Al repasar la audición y el encuentro con Jay-Z, Rihanna explicó en una entrevista cómo se sentía antes de entrar a la sala:

«Ahí es cuando realmente me puse nerviosa... Estaba como "Oh Dios, está ahí. ¡No puedo mirar, no puedo mirar, no puedo mirar!". Recuerdo haber estado tranquila, [pero] estaba muy tímida. Tenía frío todo el tiempo y mariposas en el estómago. Estaba sentada frente a Jay-Z. Eso, Jay-Zee. Estaba deslumbrada».

Durante la audición, Rihanna realizó una versión de «For the Love of You», de la cantante Whitney Houston, como así también «Pon de Replay» y «The Last Time», que fueron compuestas y producidas por Rogers y Sturken y que posteriormente se incluirían en el álbum debut de la cantante, Music of the Sun. Jay-Z se mostró escéptico por la firma de Rihanna. Al respecto, sostuvo: «Le firmamos esa noche — a las tres de la mañana fue cuando se firmó el contrato. No la íbamos a dejar salir de la oficina. De conocerla a las cuatro [p.m.] en la oficina hasta las tres de la mañana, estaba absolutamente seguro. Eso no ocurre muy a menudo. Para conseguir abogados para redactar un contrato y [acordarlo] en cuestión de horas se retrasa». Asimismo, quedó fascinado por la interpretación de «Pon de Replay», después de que sintiese que era demasiado grande para ella: «Cuando una canción es tan grande, es difícil [para un artista nuevo] volver a hacer algo igual. No firmo canciones, firmo artistas. Algunas personas persiguen la canción [...] por un minuto. Quiero firmar a un artista basado en un pavoneo, el nivel de talento [o] la escritura. Estaba un poco reacio». La audición le permitió a Rihanna firmar un contrato de seis álbumes con Def Jam en febrero de 2005, en el mismo día de la prueba. En una entrevista con The Guardian, explicó que «la audición definitivamente ha ido bien. Ellos [Def-Jam] me encerraron en la oficina - hasta las 3 de la mañana. Y Jay-Z dijo "solo hay dos maneras de salir. Por la puerta después de firmar este acuerdo. O por esta ventana". Y estábamos en el piso 29. Muy halagador». Después de firmar con el sello, Rihanna canceló las otras reuniones con las discográficas y se trasladó desde Barbados a Nueva York para vivir con Rogers y su esposa.

## Lanzamiento
Def Jam Recordings publicó Music of the Sun en los Estados Unidos el 12 de agosto de 2005, a través de la descarga digital; luego, el 29 del mismo mes, se puso a la venta en el mundo en el mismo formato. En el Reino Unido, fue publicado en el mismo día bajo el sello discográfico Mercury Records e incluía una pista adicional llamada «Should I», que contó con las voces de J-Status. Al día siguiente, fue lanzado oficialmente en CD, a excepción de Japón, donde estuvo disponible desde el 10 de octubre y en el que incluía las pistas adicionales «Should I» e «Hypnotized», compuesta por Rogers, Sturken y la cantante. En Alemania, por su parte, su fecha de lanzamiento fue el 5 de septiembre, mientras que en el Reino Unido, el 19 del mismo mes. Esta última edición estuvo a cargo de Def Jam y ya no incluía el tema adicional «Should I».

## Grabación y composición
Para la grabación de Music of the Sun, Rihanna colaboró con varios productores y continuó trabajando con Rogers y Sturken, quienes previamente habían compuesto y producido «The Last Time» y «Pon de Replay» para las maquetas de la cantante. Aunque afirmó que cuando escuchó esta última canción por primera vez no quería grabarla, debido a que sentía que era «monótona», cambió de opinión cuando le empezó a gustar al final del proceso de grabación. En una entrevista con el sitio web Kidzworld, explicó que la palabra «sol» representa la cultura de donde proviene, el Caribe, por lo que el álbum se compone de «música del sol». En la misma entrevista, también mencionó cómo Rogers y Sturken, quienes habían trabajado con artistas como Britney Spears, Christina Aguilera y Kelly Clarkson, la ayudaron a desarrollar sus habilidades de composición. Al respecto, comentó: «Por suerte conocí a dos productores que en primer lugar me descubrieron y me contrataron para su compañía, Syndicated Rhythm Productions. Trabajan con un montón de artistas pop. [...] Son geniales y me gustó mucho trabajar con ellos. Son excelentes compositores, así que realmente me ayudaron a desarrollar mis habilidades de composición».
Music of the Sun es un álbum perteneciente a los géneros dancehall, R&B y urban, con influencias de la música del Caribe, el dance pop y el reggae. Asimismo, las canciones se complementan con baladas de R&B «de amor». Se compone de 12 canciones y una remezcla de «Pon de Replay», que cuenta con la participación de Elephant Man. El sitio web Girl.com.au lo definió como «un álbum de himnos dancehalll altamente adictivos e infecciosos». La primera pista y sencillo, «Pon de Replay», fue compuesta y producida por Rogers, Sturken y Vada Nobles. Es un tema dance pop simple con ritmos de dancehall «resonantes» y una cadencia vocal de reggae. En la letra, Rihanna le pide al DJ que toque su canción favorita una vez más. «The Last Time» es una balada impulsada por el sonido de la guitarra acústica, mientras que «Now I Know» utiliza instrumentos de cuerda en sus arreglos. Además de trabajar con Rogers y Sturken en la mayoría de las canciones, Rihanna colaboró con los equipos de producción Poke & Tone y Stargate. El primero compuso y produjo el segundo sencillo del disco, «If It's Lovin' That You Want», que Rihanna lo calificó como una canción divertida. La letra habla sobre cómo una mujer le afirma a un chico que es la adecuada para él, si quiere ser amado. Una remezcla del tema, titulada «If It's Lovin That You Want - Part 2», cuenta con la participación de Cory Gunz y fue incluida como pista adicional en el segundo álbum de la cantante, A Girl Like Me (2006). Junto a Rogers y Sturken, Stargate creó «Let Me», la novena canción del disco y en la que la cantante la calificó como «optimista». Music of the Sun incluye una versión de «You Don't Love Me (No, No, No)», interpretada por el cantante Dawn Penn, y que cuenta con el artista Vybz Kartel.

## Recepción crítica

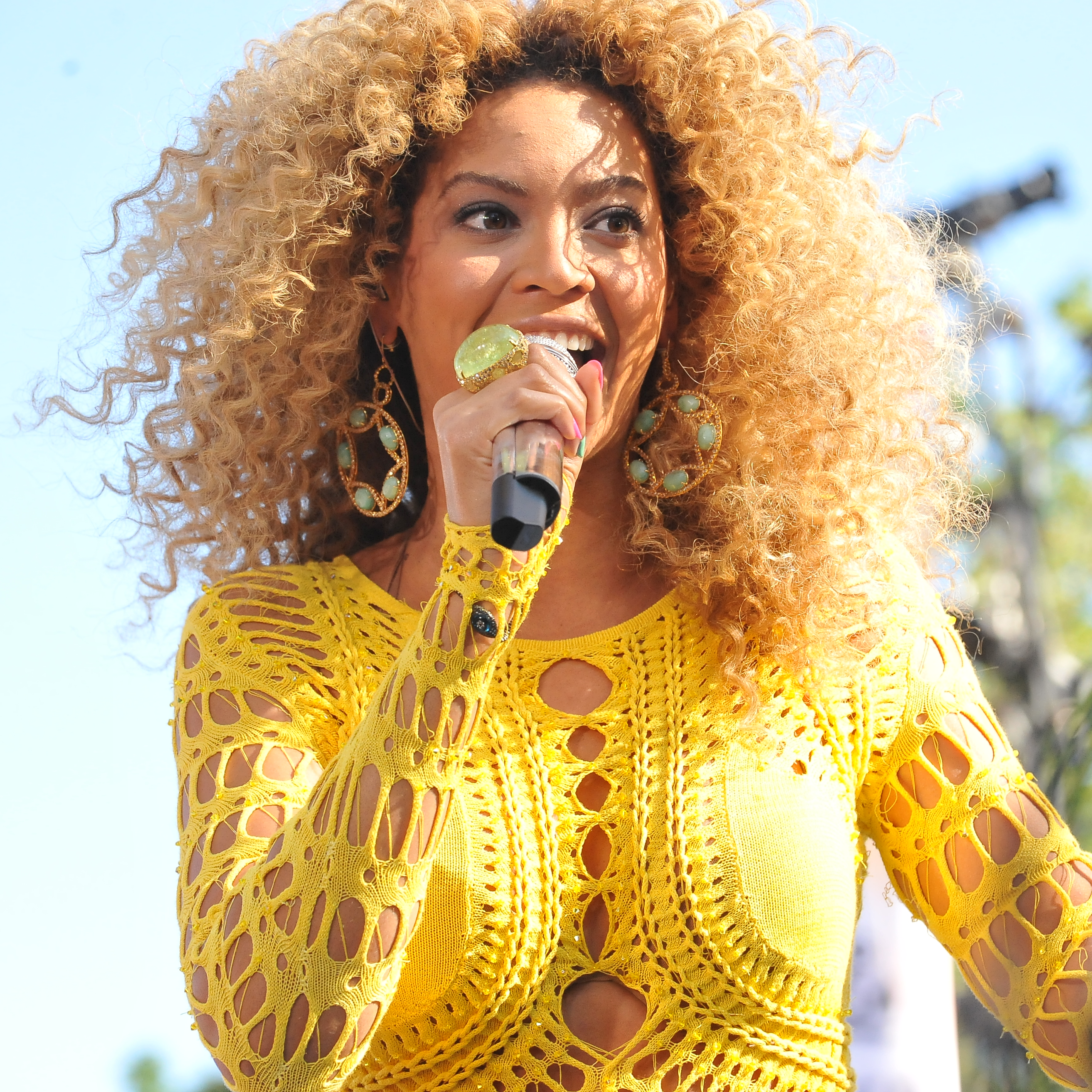
Sal Cinquemani, de la revista en línea Slant, comparó la composición de «Pon de Replay» a la de «Baby Boy», de la cantante Beyoncé (foto).

En términos generales, Music of the Sun obtuvo reseñas variadas de los críticos musicales. Jason Birchmeier de Allmusic le otorgó tres estrellas y media y comentó que el álbum presenta a Rihanna como «encantadora, más que [una] wannabe». Birchmeier consideró que Rihanna ha logrado distinguirse de otras artistas dance pop como Ashanti, Beyoncé y Ciara. Destacó los temas «Here I Go Again», «If It's Lovin' That You Want» y «You Don't Love Me (No, No, No)» como los mejores del disco y elogió el trabajo de Rogers y Sturken como productores, al decir que «Rihanna se beneficia del trabajo astuto de la Syndicated Rhythm Productions, también conocidos como Evan Rogers y Carl Sturken, que juntos produjeron una larga lista de sensaciones teen pop contemporáneas durante la década anterior». Finalizó diciendo que «en general, la consistencia [de Music of the Sun] no está entre sus atributos, pero afortunadamente recupera el ritmo hacia el final... El resultado es uno de los álbumes dance pop y urban más atractivos del año». Kathi Kamen Goldmark, de la organización sin ánimo de lucro Common Sense Media, también fue positiva en su reseña; le otorgó al álbum cuatro estrellas de cinco y declaró que la música es contagiosa, las letras son inteligentes y que Rihanna ofrece música tan cálida y brillante como el amanecer del Caribe. Por su parte, Evan Serpick, de Entertainment Weekly, escribió que las voces vibrantes de Rihanna mejoran temas como «That La La La» y «Let Me», pero este debut soso de R&B y dancehall está lleno de producciones cursis y arreglos sensibleros que bloquean a Music of the Sun. Finalmente, le dio una calificación de «C». En una reseña más positiva, Chantal Jenoure, del Jamaica Observer, felicitó la composición dancehall y hip hop en los temas «Pon de Replay», «Rush», «Let Me», «Music of the Sun» y «That La La La» y afirmó que hacen que el oyente se sienta tan feliz y despreocupado. Sostuvo que suena muy natural y real y demuestra que la música puede, y hace, cubrir todas tus emociones. Por último, describió los ritmos en el álbum como «bastante decentes, aunque no impresionantes, pero supongo que esto permite a los oyentes concentrarse en Rihanna». Por el contrario, Mack D. Male, del sitio web Mastermaq.ca, no quedó satisfecho con el disco, por lo que le otorgó cuatro puntos sobre diez. Destacó a «Pon de Replay» como probablemente la mejor canción del disco, como así también elogió la remezcla del tema, que cuenta con la participación de Elephant Man. Sin embargo, sostuvo que las baladas «carecen de algo... no parecen muy originales. Podrías sustituir un número de cantantes en lugar de Rihanna para las baladas y lograr el mismo resultado». En general, indicó que el álbum no era malo, pero tampoco era grandioso, y declaró que si tuviese que elegir, compraría solo «Pon de Replay» y no el disco.
Liam Colle de PopMatters calificó al álbum con cinco estrellas de diez y afirmó que «primero vi a Rihanna en forma de vídeo musical y me tuvo completa. Desde sus pantalones holgados a su voz adecuada basada en el Caribe, todo parecía tan perfecto (tal vez un poco demasiado perfecto)». No obstante, Colle describió al álbum como una mezcla suave y artificial. Barry Walters de Rolling Stone lo encontró carente de valor y de ingenio rítmico. Además, indicó que los hipos vocales genéricos del R&B de los Estados Unidos descienden sobre su encanto del Caribe. El periodista y escritor Robert Christgau lo calificó como un «fracaso», que, en su sistema de calificaciones, indica un «mal disco cuyos detalles rara vez merecen otra opinión». Por su parte, Sal Cinquemani, de Slant Magazine, lo llamó un «exceso de cantantes adolescentes de R&B» y describió a «Pon de Replay» como una «mezcla de dancehall-pop que le debe bastante de su sudor y meneo a "Baby Boy" de Beyoncé». Por último, Kelefa Sanneh del New York Times consideró que la combinación de dancehall y pop resultó en «["Pon de Replay", siendo] una de las pistas club más atractivas y una de las más grandes del verano», pero sintió que Rihanna sonaba «varada» sin un ritmo para cantar.

## Recepción comercial
Music of the Sun obtuvo una recepción moderada a lo baja en el mundo. En los Estados Unidos, debutó y alcanzó el puesto número 10 de la lista oficial de álbumes, Billboard 200, el 17 de septiembre de 2005, con 69 000 copias vendidas en sus primeros siete días. El álbum permaneció allí por un total de 35 semanas. En el conteo Top R&B/Hip-Hop Albums, debutó y alcanzó la sexta posición en la misma edición, y estuvo un total de 44 semanas allí. Para junio de 2015, el álbum había comercializado 623 000 copias en el territorio estadounidense; en agosto de 2020, obtuvo un disco de platino por la Recording Industry Association of America (RIAA) por la venta de un millón de unidades equivalentes. Por otro lado, en Canadá, ocupó el séptimo lugar el 17 de septiembre, misma edición que en los Estados Unidos, y, en diciembre de 2005, la Canadian Recording Industry Association (CRIA) lo premió con un disco de platino, por distribuir 100 000 copias.
Fuera de Norteamérica, Music of the Sun no logró alcanzar un éxito en las listas. En el Reino Unido, debutó y alcanzó el puesto número 35, en la edición del 10 de octubre de 2005. Solo permaneció allí por tres semanas, donde quedó en la posición 52. El 12 de mayo de 2006, la British Phonographic Industry (BPI) le otorgó un disco de oro, tras la venta de 100 000 copias. Para 2011, aumentó su número a 142 792. En los demás mercados europeos, ocupó los números 31, 38, 45, 93 y 98 en los conteos de Alemania, Suiza, Austria, Francia y los Países Bajos, respectivamente. Por otro lado, el 3 de octubre de 2005, debutó y alcanzó los puestos 18 y 26 en las listas de Australia ARIA Hitseekers y ARIA Urban Album Chart, respectivamente. Finalmente, en Nueva Zelanda, entró por primera vez el 26 de septiembre, en el número 40. Dos semanas después, hizo una reentrada en el mismo lugar, y el 24 de octubre, ocupó la posición más alta, en el lugar 26. Permaneció en la lista por ocho semanas. Music of the Sun ha vendido más de dos millones de copias en el mundo.

## Sencillos
Para la promoción de Music of the Sun, la compañía Def Jam publicó dos sencillos comerciales. El primero de ellos, «Pon de Replay», se puso a la venta por primera vez en los Estados Unidos el 24 de mayo de 2005, en formato vinilo. Posteriormente, estuvo disponible en el mundo el 22 de agosto del mismo año, a través de la descarga digital. Obtuvo un éxito en las listas del mundo, ya que llegó a los cinco primeros puestos en Austria, la región Flamenca de Bélgica, Dinamarca, Hungría, Irlanda, Noruega, Nueva Zelanda —donde alcanzó el número uno— el Reino Unido, Suecia y Suiza. En los Estados Unidos, por su parte, ocupó la segunda posición del conteo Billboard Hot 100 y solo fue superado por «We Belong Together», de la cantante Mariah Carey, que permaneció en la cima de la lista por 14 semanas no consecutivas. El vídeo musical que acompañó a la canción fue dirigido por Little X; este transcurre en una discoteca, en donde Rihanna le pide al DJ que toque su canción favorita. A continuación, la cantante, sus amigas y las personas realizan varias coreografías a medida que transcurre el tema.
«If It's Lovin' That You Want» fue lanzado el 16 de agosto en vinilo de 12", como el segundo y último sencillo del disco. En diciembre de 2005, se lanzó mundialmente como descarga digital, aunque también estuvo disponible como sencillo en CD y maxisencillo en territorios como Alemania y el Reino Unido. A diferencia de su predecesor, la canción no logró obtener un éxito en las listas, pues solo alcanzó el top diez en Australia, Irlanda y Nueva Zelanda. Por su parte, en el conteo Hot 100, solo llegó a la posición 36, el 7 de enero de 2006. Para el sencillo también se realizó un vídeo promocional, dirigido por Marcus Raboy y filmado en las costas de Malibú, en California. En él, la cantante disfruta de diversas actividades en la playa, como montar un Jet ski o realizar distintas coreografías en la orilla del mar.

## Lista de canciones
| Music of the Sun |                                                            |                                                                                             |                                                             |          |  |
| N.º              | Título                                                     | Escritor(es)                                                                                | Productor(es)                                               | Duración |  |
| 1.               | «Pon de Replay»                                            | Alisha Brooks, Vada Nobles, Evan Rogers, Carl Sturken                                       | Nobles, Rogers, Sturken                                     | 4:06     |  |
| 2.               | «Here I Go Again» (con J-Status)                           | Rogers, Sturken, Rihanna Fenty, J-Status                                                    | Rogers, Sturken                                             | 4:11     |  |
| 3.               | «If It's Lovin' That You Want»                             | Jean Claude Oliver, Samuel Barnes, Makeba, Alaxsander Mosely, Scott LaRock, Lawrence Parker | Poke & Tone, Spanador*, Rogers^, Sturken^                   | 3:28     |  |
| 4.               | «You Don't Love Me (No, No, No)» (con Vybz Kartel)         | Willie Cobbs, Ellas McDaniel                                                                | Rogers, Sturken, D. «Supa Dups» Chin-quee                   | 4:20     |  |
| 5.               | «That La, La, La»                                          | Full Force, D. Emile                                                                        | Full Force, D. Emile, Johnny «Too» Nice*, Rogers^, Sturken^ | 3:45     |  |
| 6.               | «The Last Time»                                            | Rogers, Sturken                                                                             | Rogers, Sturken                                             | 4:53     |  |
| 7.               | «Willing to Wait»                                          | Rogers, Sturken, Fenty, Cotton Greene, Henry Redd, Nathan Watts, June Deniece Williams      | Rogers, Sturken                                             | 4:37     |  |
| 8.               | «Music of the Sun»                                         | Rogers, Sturken, Fenty, Diane Warren                                                        | Rogers, Sturken                                             | 3:56     |  |
| 9.               | «Let Me»                                                   | Makeba, Mikkel S.E, Tor Erik Hermansen, Rogers, Sturken                                     | StarGate, Rogers*, Sturken*                                 | 3:56     |  |
| 10.              | «Rush» (con Kardinal Offishall)                            | Rogers, Sturken                                                                             | Rogers, Sturken                                             | 3:09     |  |
| 11.              | «There's a Thug in My Life» (con J-Status)                 | Rogers, Sturken, E. Jordan                                                                  | Rogers, Sturken                                             | 3:21     |  |
| 12.              | «Now I Know»                                               | Rogers, Sturken, Fenty                                                                      | Rogers, Sturken                                             | 5:01     |  |
| 13.              | «Pon de Replay Remix» (con Elephant Man) (pista adicional) | Brooks, Nobles, Rogers, Sturken                                                             | Nobles, Rogers, Sturken                                     | 3:37     |  |

| Pistas adicionales publicadas en el Reino Unido |                           |                           |          |  |
| N.º                                             | Título                    | Escritor(es)              | Duración |  |
| 14.                                             | «Should I» (con J-Status) | Rogers, Sturken, J-Status | 3:06     |  |

| Pistas adicionales publicadas en Japón |                           |                           |          |  |
| N.º                                    | Título                    | Escritor(es)              | Duración |  |
| 14.                                    | «Should I» (con J-Status) | Rogers, Sturken, J-Status | 3:06     |  |
| 15.                                    | «Hypnotized»              | Rogers, Sturken, Fenty    | 4:15     |  |

Notas
- (*) denota coproductor.
- (^) denota productor vocal.

## Listas y certificaciones
| País (Lista 2005-06)                    | Mejor posición |
| --------------------------------------- | -------------- |
| Alemania                                | 31             |
| Australia (ARIA Hitseekers)             | 18             |
| Australia (ARIA Urban Album Chart)      | 26             |
| Austria                                 | 45             |
| Canadá                                  | 7              |
| Estados Unidos (Billboard 200)          | 10             |
| Estados Unidos (Top R&B/Hip-Hop Albums) | 6              |
| Francia                                 | 93             |
| Nueva Zelanda                           | 26             |
| Países Bajos                            | 98             |
| Reino Unido                             | 35             |
| Suiza                                   | 38             |

| País (organismo certificador) | Certificaciones | Ventas certificadas          |
| ----------------------------- | --------------- | ---------------------------- |
| Canadá (CRIA)                 | Platino         | 100 000                      |
| Estados Unidos (RIAA)         | Platino         | 1 000                        |
| Japón (RIAJ)                  | Oro             | 100 000                      |
| Reino Unido (BPI)             | Oro             | 100 000 142 792 (hasta 2011) |

## Historial de lanzamientos
| País           | Fecha                    | Formato          | Discográfica           | Ref.                        |
| -------------- | ------------------------ | ---------------- | ---------------------- | --------------------------- |
| Estados Unidos | 12 de agosto de 2005     | Descarga digital | Def Jam Recordings     | [ 9 ]                       |
| Mundo          | 29 de agosto de 2005     | Descarga digital | Def Jam Recordings     | [ 10 ] [ 11 ] [ 12 ] [ 13 ] |
| Reino Unido    | 29 de agosto de 2005     | Descarga digital | Mercury Records        | [ 14 ] [ 15 ]               |
| Estados Unidos | 30 de agosto de 2005     | CD               | Def Jam Recordings     | [ 19 ] [ 16 ] [ 20 ]        |
| Canadá         | 30 de agosto de 2005     | CD               | Universal Music Group  | [ 17 ]                      |
| Alemania       | 5 de septiembre de 2005  | CD               | Def Jam Recordings     | [ 23 ]                      |
| Reino Unido    | 19 de septiembre de 2005 | CD               | Def Jam Recordings     | [ 24 ]                      |
| Japón          | 10 de octubre de 2005    | CD               | Universal Distribution | [ 21 ] [ 22 ]               |

## Créditos y personal
| - Rihanna: voz principal y composición. - Elephant Man, J-Status, Vybz Kartel y Kardinal Offishall: artistas invitados. - Rob Mounsey: arreglo y director. - Full Force: arreglo, composición y coros. - Carl Sturken: composición, guitarras, teclados y piano. - Evan Rogers, Tor Erik Hermansen, Mikkel S.E, Scott LaRock, Makeba, Samuel Barnes, Jean Claude Oliver, Willie Cobbs, Ellas McDaniel, Lawrence Parker, Diane Warren, Nathan Watts y Vada Nobles: composición. - Evangeline Evelyn: guitarras - Lawrence Glazener: bajo. - Avril Brown, Kenneth Burward-Hoy, Yana Goichman, Ann Leathers, Cenovia Cummins, Jan Mullen, Elizabeth Nielson, Debra Shufelt, Marti Sweet, Uri Vodoz y Carol Wener: violín. - Stephanie Cummins, Richard Locker, Mark Orrin Shuman y Lian Truffle: violonchelo. - Tristan Hart, Vince Lionti y Sue Pray: viola. | - Evan Rogers y Carl Sturken: producción ejecutiva. - Evan Rogers, Carl Sturken, Full Force, Johnny Nice, Poke & Tone, Vada Nobles y Rudy Maya: producción. - Evan Rogers, Carl Sturken y Full Force: producción vocal. - Carl Sturken: programación. - Al Hemberger, Matt Noble, Johnny Nice y Malcolm Pollack: ingeniería. - Jason Agel, Roy Matthews y Alex Pinto: asistencia de ingeniería. - Jason Goldstein, Johnny Nice, Vada Nobles, Jason Groucott y Al Hemberger: mezcla. - Chris Gehringer: masterización. - Jay Brown, Adrienne Muhammad y Tyran «Ty Ty» Smith: A&R. - Rudy Maya: programación de tambores. - Andrea Derby: coordinación de producción. - Charlene Curry, Raphaella Saint Vil y Lou$Tar: asistentes de estudio. - Rob Heselden: asistente de producción. - Michelle «Graffitti» Graf: producción de paquete. - Crystal Streets: estilista. - Tai Linzie: diseño. - Andy West: dirección artística. - Tai Linzie, Mark Mann e Ivan Otis: fotografía. |

Fuentes: créditos adaptados de Allmusic y las notas de Music of the Sun.